# Wojsko komputowe
El Wojsko komputowe (pronunciado ˈvɔjskɔ kɔmpuˈtɔvɛ,ejército comput) fue un tipo de unidad militar utilizada en la mancomunidad polaco-lituana durante los siglos XVII y XVIII.
Hasta mediados del siglo XVII, las fuerzas polacas estuvieron divididas en unidades permanentes (en polaco: wojsko kwarciane) y unidades suplementarias (wojsko komputowe o wojsko suplementowe), reclutadas con motivo de campañas específicas. En 1652 esta distinción cesó y ambos tipos de fuerzas fueron igualadas como wojsko komputowe.
La etimología del nombre deriva del latín computatio (cuenta, cálculo), que originó la expresión polaca komput—un presupuesto para fines militares que era aprobado por parlamento polaco, el Sejm.
Este wojsko kwarciane incluía varias unidades, con soldados nativos de la República de las Dos Naciones y mercenarios extranjeros. La Dieta votaba la cantidad de infantería y caballería que componía el ejército.
La cifra total de efectivos (considerada un secreto de estado) variaba porque a menudo los comandantes (hetmanes) pagaban fuerzas adicionales de sus propios bolsillos. Durante épocas de paz, el wojsko komput podía rondar 12.000 soldados para la Corona (Polonia ) y 6,000 para el Gran Ducado de Lituania. Durante épocas de guerra esta cifra subía a alrededor de 24.000–40.000 soldados para la Corona y 8.000-22.000 para Lituania.
Además, el wojsko kwarciane era complementado con reclutas campesinos del llamado piechota wybraniecka y desde 1653, piechota łanowa, cosacos registrados (hasta 1699), pospolite ruszenie, la guardia real, ejércitos de magnates y ciudades y wojsko ordynackie.
En 1717 el Sejm silencioso introdujo bajo presión rusa un komput para 18.000 soldados en la Corona y 6.200 para Lituania. Esto marcó el principio del control ruso sobre los ejércitos de la mancomunidad, lo que duraría hasta la Constitución de mayo de Polonia.
- Datos: Q2565672